# Raphionacme elsana
Raphionacme elsana är en oleanderväxtart som beskrevs av H.J.T. Venter och R.L. Verhoeven. Raphionacme elsana ingår i släktet Raphionacme och familjen oleanderväxter. Inga underarter finns listade i Catalogue of Life.